# Жълтокръста мухоловка
Жълтокръста мухоловка (Ficedula zanthopygia) е вид птица от семейство Muscicapidae. Видът е незастрашен от изчезване.

## Разпространение
Разпространен е в Китай, Хонконг, Индонезия, Северна Корея, Република Корея, Лаос, Малайзия, Монголия, Русия, Сингапур, Тайван, Тайланд и Виетнам.